# SEAT 600
SEAT 600 — городской автомобиль, выпускавшийся в Испании компанией SEAT с 27 мая 1957 года по 3 августа 1973 года, построенный по лицензии Fiat на основе оригинального итальянского Fiat 600, разработанного Данте Джакозой. SEAT 600 представлял собой двухдверный седан с задним расположением двигателя, хотя также предлагалась 4-дверная модель под названием SEAT 800. Он считается поп-иконой испанского экономического чуда.
Имея длину всего 3322 мм, он был запущен в производство в 1957 году по начальной цене 65 000 песет (390,66 евро) без учёта налогов. SEAT произвёл до 797 319 единиц  SEAT 600  и 18 200 единиц SEAT 800 на своём заводе в барселонском районе Зона Франка. Почти десять процентов продукции экспортировалось в такие страны, как Аргентина, Бельгия, Чили, Колумбия, Финляндия, Польша и Португалия. Это был самый продаваемый автомобиль в Испании в 1958–1966 и 1968 годах, а также в Финляндии в 1971–1973 годах.

## История
Компания «Sociedad Española de Automóviles de Turismo S.A.», известная под брендом SEAT, была основана в 1950 году как совместное предприятие испанского государственного холдинг- агентства National Institute of Industry, шести испанских банков и Fiat. Почти все модели SEAT до 1982 года были лицензионными автомобилями на базе Fiat, хотя SEAT 1200/1430 Sport "Boca negra" и SEAT 133 были созданы внутри компании SEAT в 1970-х годах.
Изначально некоторое количество оригинальной итальянской модели Fiat 600, разработанной Данте Джакозой и выпущенной в 1955 году, импортировались в Испанию, но вскоре завод SEAT в барселонском районе Зона Франка начал собственное производство на основе этой модели по соглашению с Fiat. Первый произведённый SEAT 600 сошёл с конвейера 27 мая 1957 года. Этот экземпляр был зарегистрирован в Мадриде 5 декабря 1957 года с номерами M-184018 и использовался до февраля 1985 года. Это был не первый зарегистрированный SEAT 600, поскольку первый был зарегистрирован в Барселоне 8 июня 1957 года с номерами B-141141. Коммерциализация для широкой публики началась 24 июня 1957 года.
С начальной стартовой ценой в 65 000 песет (390,66 евро) без учёта налогов, это был  автомобиль доступный широкой массе населения. Успех продаж был таким, что у коммерческого подразделения число отложенных заказов было эквивалентно количеству автомобилей, произведённых за 4 года. Чтобы остановить эту лавину, впервые был установлен первоначальный взнос за каждый заказ, практика которого продлилась несколько лет. SEAT благоприятствовал сам себя за продажи, увеличив производство и снизив цену до 63 000 песет в 1964 году (цена сохранялась до 1969 года) и создав Fiseat, компанию по финансированию клиентов (занимается выдачей займов клиентам) SEAT. В 1967 году она ускорила обработку покупки и способствовала оплате в рассрочку При всем этом SEAT стал самым продаваемым автомобилем в Испании в 1958–1966 годах и в 1968 году. В 1971 году каждый четвёртый автомобиль в стране был SEAT 600.
Начиная с марта 1958 года, автомобили поставлялись в провинцию клиента, которому до этого приходилось ехать на завод или в одну из семи дочерних компаний, существовавших в то время. Для персонализации предлагался широкий ассортимент аксессуаров: от хромированных колпаков ступиц или колёс со спицами до металлических поддонов или рейлинга, чтобы компенсировать нехватку мест для хранения. Начиная с июля 1958 года также предлагался кузов кабриолет с фиксированным профилем и раздвижной брезентовой крышей, что увеличивало цену на 5000 песет (30,05 евро). В феврале 1961 года появился коммерческий вариант без заднего сиденья или задних боковых окон и с очень простой отделкой, что делало его более дешёвым, для использования в качестве небольшого грузового автомобиля или в качестве транспортного средства для автопарка.
В ноябре 1965 года SEAT занялся экспортом, отправив 150 SEAT 600 в Колумбию, а затем экспортировал в Аргентину, Бельгию, Чили, Финляндию, Польшу и Португалию. В Финляндии SEAT 600 D был самым продаваемым автомобилем в 1971–1973 годах. Когда Fiat прекратил производство своего Fiat 600 в 1969 году, он удовлетворял остаточный спрос на модель с помощью единиц, произведённых SEAT, маркированных как Fiat construzione SEAT. SEAT экспортировал в общей сложности около 80 000 автомобилей, почти десять процентов от общего объёма производства.
SEAT произвёл 797 319 единиц SEAT 600 до 3 августа 1973 года. После прекращения производства компания экспортировала ещё 171 500 единиц в формате мелкоузловой сборки, то есть полностью разобранными для сборки в стране назначения. Среди причин прекращения производства были тонкие и слабые B-стойки, которые затрудняли правильную установку ремней безопасности и нарушали новые более строгие требования пассивной автомобильной безопасности. 600 модель была заменена менее успешным SEAT 133, первым автомобилем, разработанным SEAT, как модернизированная производная SEAT 850.
SEAT 600 помог начать испанское чудо – экономический бум в Испании между 1959 и 1973 годами – который пришёлся на конец медленного восстановления после гражданской войны в Испании. Это был первый автомобиль, который отвечал скромным, но быстро растущим экономическим возможностям большинства испанских семей с середины 1960-х до начала 1970-х годов. Автомобиль стал поп-иконой того периода. По оценкам, по состоянию на 2023 год в обороте в Испании все ещё находится около 10 000 Seiscientos, и существует более сотни фан-клубов, которые организуют встречи и экскурсии каждые выходные.

## Модели

### SEAT 600
Конструкция SEAT 600 представляет собой двухобъемный двухдверный четырехместный седан с задним расположением двигателя. Его две первоначальные модели: 600 (1957–1963) неофициально известная как 600 N, чтобы отличать её от более поздних версий и 600 D (1963–1970), обе использовали заднепетельные двери. В 1958 году модель 600 получила свою первую модификацию в отделке и оснащении, включавшую хромированные накладки на бамперы, новые фары и рычаги освещения. У 600 D были передние габаритные фонари, расположенные под основными фарами, индикаторы по бокам, замок, встроенный в ручку открывания двери, и рычаг зажигания был заменён на ключ зажигания, расположенный в центре приборной панели. В 1966 году 600 D подвергся рестайлингу, включающему новые бамперы с более изогнутыми линиями и резиновыми накладками, более крупные сиденья и колеса кремового цвета.
В третьей модели 600 E (1969–1973) были обычные двери, более крупные фары, более надёжная система блокировки дверей, замок зажигания рядом с рулевым колесом с противоугонной системой, новая радиаторная решётка, лоток для хранения, пепельницу между передними сидениями, новая обивка и светящийся индикатор температуры воды. Последние производственные модели— 600 L и 600 L Especial (1972–1973), которые были оснащены треугольным воздухозаборником в задней стойке для компенсации внутреннего давления при закрытии дверей.
Начиная с июля 1958 года, также был доступен кузов кабриолет с раздвижной брезентовой крышей, названный SEAT 600 Descapotable, а начиная с февраля 1961 года, был также доступен коммерческий автомобиль с панельными задними боковыми окнами, без задних сидений и с очень простой отделкой, названный SEAT 600 Comercial.

### SEAT 800
Четырёхдверный седан, SEAT 800, выпускался с октября 1963 года по май 1967 года, продажи начались в январе 1964 года. Он также известен как четырехдверный SEAT 600, хотя официальное обозначение было 800. Эта модель производная от SEAT 600 D; у неё заднепетельные передние двери, а задние двери обычные, установленные на одной и той же центральной стойке. Модификация кузова и покраска выполнялись на заводе Carrocerías Costa в Таррассе, после чего они направлялись на сборочную линию SEAT для установки механических частей, окон, внутренней и внешней отделки. SEAT 800 была моделью, разработанной исключительно в Испании, поскольку у неё не было аналогичной модели Fiat. Всего было выпущено до 18 200 единиц. Модель имела определённый успех в качестве микротакси в таких городах, как Мадрид, Бильбао или Вальядолид.

### Производные
Несколько производных автомобилей, полученных от SEAT 600, были разработаны с использованием деталей SEAT другими компаниями. Многие из них были построены Siata Española, испанским филиалом Siata, но автомобили также были модифицированы другими производителями кузовов. Среди производных, разработанных Siata Española на своём заводе в Таррагоне, выделяется Siata Formichetta, коммерческий фургон, полученный от 600 D, из которых примерно 6700 единиц были произведены между 1961 и 1966 годами и были коммерциализированы SEAT. Другими производными, разработанными Siata Española, были:
- Siata Ampurias[исп.]. Трехобъемный седан с двумя заднепетельными дверями, двадцать четыре единицы которой были произведены в 1960 году.[17]
- Siata Patricia[исп.]. Однообъемная девятиместная пляжная модель без дверей, с пассажирами во втором и третьем ряду, обращёнными друг к другу, шесть единиц были изготовлены по запросу по цене 159 300 песет (€957,41) каждая.[18]
- Siata Tarraco[исп.]. Трехобъемный спортивный седан с двумя обычными дверями, 598 единиц которой были изготовлены в 1960–1971 годах.[19]
- Siata Turisa[исп.]. Трехобъемная двухместная спортивная версия кабриолета-родстера с двумя обычными дверями, 228 единиц которой были изготовлены в 1960–1962 годах.[20]
- Siata Minivan[исп.]. Компактный фургон[англ.] с грузовой, пассажирской и смешанной версиями, 8000 единиц которой были изготовлены в 1967–1972 годах. В 1972 году Motor Ibérica взяла на себя производство фургона, которое продолжалось до 1980 года, заменяя различные компоненты на компоненты более новых автомобилей SEAT. С учетом всех версий и обновлений, а также всех названий, под которыми он продавался, было произведено около 22 700 единиц.[21]

Manufacturas Railly (MARSA), производитель кузовов из Барселоны, разработал SEAT 600 Multiple, версию с деталями SEAT Fiat 600 Multipla, четырёхдверного шестиместного минивэна, но в период с 1960 по 1962 год было продано всего около двадцати единиц.
Также были разработаны спортивные версии SEAT 600, подготовленные для автомобильных соревнований. Наиболее распространённые из них были подготовлены Abarth, но автомобили также были модифицированы Conti, Autolinea и Zakspeed и были оснащены двигателями от SEAT 850 или SEAT 1430, настроенными до мощности 110 л. с., способными развивать скорость до 200 км/ч, а также другими модифицированными компонентами, такими как тормоза или колеса. Спортивные версии принимали участие в нескольких соревнованиях, управляемыми такими пилотами, как Антонио Занини.

## Технические характеристики
SEAT 600 — это автомобиль, построенный по лицензии на основе оригинального итальянского Fiat 600. Он имеет заднемоторную/заднеприводную компоновку и технически очень прост. Двигатель — рядный четырехцилиндровый, с водяным охлаждением, изначально с рабочим объёмом 633 куб. см и мощностью 21,5 л. с., а позже рабочий объём и мощность выросли до 767 куб. см и  32,5 л. с. соответственно при частоте вращения 4600 об./мин. SEAT имеет гидравлические барабанные тормоза на всех четырех колесах и трехсинхронизированный (без синхронизатора на первой передаче) четырехступенчатый механический Transaxle с задней передачей. Он использует шины 300/130 R12.
| Модель         | Кузов                                    | Рабочий объём | Мощность  | Макс. скорость | Вес    | Годы производства |
| -------------- | ---------------------------------------- | ------------- | --------- | -------------- | ------ | ----------------- |
| 600            | Двухдверный седан (заднепетельные двери) | 633 куб. см   | 21,5 л. с | 95 км/ч        | 590 кг | 1957–1961         |
| 600            | Двухдверный седан (заднепетельные двери) | 633 куб. см   | 24,5 л. с | 105 км/ч       | 590 кг | 1961–1963         |
| 600 D          | Двухдверный седан (заднепетельные двери) | 767 куб. см   | 29,5 л. с | 108 км/ч       | 605 кг | 1963–1970         |
| 600 E          | Двухдверный седан (обычные двериl)       | 767 куб. см   | 29,5 л. с | 108 км/ч       | 605 кг | 1969–1973         |
| 600 L          | Двухдверный седан (обычные двериl)       | 767 куб. см   | 32,5 л. с | 115 км/ч       | 615 кг | 1972–1973         |
| 600 L Especial | Двухдверный седан (обычные двериl)       | 767 куб. см   | 32,5 л. с | 115 км/ч       | 615 кг | 1972–1973         |
| 800            | Четырёхдверный седан                     | 767 куб. см   | 29,5 л. с | 108 км/ч       | 635 кг | 1964–1967         |

### Проблемы
Самая большая проблема SEAT 600 — это система водяного охлаждения двигателя, которая вызывает регулярный перегрев при движении на низкой скорости и перегрузке (превышающей максимально допустимую массу), что раньше было обычным явлением. Это связано с радиатором, который мало контактирует с наружным воздухом, водяным насосом и вентилятором радиатора, приводимыми в действие слабым ремнём, чувствительным термостатом и использованием воды в качестве охлаждающей жидкости.
Ни ремни безопасности, ни боковые зеркала не входили в стандартную комплектацию ни одного SEAT 600, что не соответствовало технике безопасности. Тонким и слабым средним стойкам не хватало ни места ни прочности для установки надёжных креплений ремней безопасности, необходимых, когда вступили в силу более строгие требования к пассивной автомобильной безопасности, что стало одной из причин прекращения производства.

## Наследие
SEAT также был известен как pelotilla (с исп. маленький мячик), seílla или seíta (с исп. маленький SEAT) и ombligo (с исп. пупок) – потому что он был у «каждого»–.
Будучи таким популярным транспортным средством, он широко появлялся в испанском кинематографе того времени, даже став центром сюжета, как в фильме «У нас уже есть машина» (исп. Ya tenemos coche) (1958), снятом Хулио Сальвадором, в котором семья изо всех сил пытается купить Seiscientos. Машина также широко используется в более поздних испанских фильмах и телесериалах, изображающих ту эпоху, например, в «Расскажи мне, как это произошло» (исп. Cuéntame cómo pasó) (2001–2023), в котором первая машина семьи главного героя - SEAT 800. SEAT даже посвящали песни, например, «Adelante hombre del 600» 1973 года певца Мончо Альпуэнте.
В честь автомобиля по всей Испании построено несколько памятников, например, в Фуэнхироле, открытый в 2008 году, Чурриана-де-ла-Веге в 2011 и Мартосе в 2014.
9 сентября 2017 года, в качестве заключительного мероприятия 60-й годовщины первых Seiscientos, SEAT организовал на трассе Барселона-Каталунья в Монтмело самую высокую концентрацию SEAT 600 в одном месте. Судья Книги рекордов Гиннесса подтвердил, что с общим количеством 787 SEAT 600 на параде они побили предыдущий мировой рекорд в 344 SEAT любой модели, установленный в 2016 году.

### Комментарии
1. ↑  65 000 песет (390,66 евро) в 1957 году с поправкой на инфляцию с использованием индекса потребительских цен в 2023 году составили бы 21 943,37 евро.[4]
2. ↑  К цене Seiscientos (SEAT) необходимо добавлялись 11 200 песет (67,31 евро) налога на роскошь и 12 150 песет (73,02 евро) регистрационного налога, которые уплачивались сразу.[5]
3. ↑  Хотя это был доступный автомобиль по сравнению с автомобилями, которые продавались в то время, он был доступен не всем, поскольку доход на душу населения в Испании в 1957 году составлял 18 472 песет (111,02 евро). Цена SEAT без учёта налогов была эквивалентна 42-м месячным зарплатам.[5]
4. ↑  Кроме того, ввиду коммерческого использования SEAT 600 Comercial был освобожден от налога на роскошь.
5. ↑  SEAT 600 L предназначался исключительно для экспорта, большая часть продавалась в Бельгии.[8]
6. ↑  На фото видны отличительные для модели хромированные накладки на бамперах.
7. ↑  На фото видны отличительныеные для модели треугольный черный воздухозаборник в задней стойке, характерный для L Especial. Изображённый автомобиль является предпоследним экземпляром, сошедшим с конвейера.
8. ↑  С 1963 по 1967 год компания Carrocerías Costa также выпускала модель, похожую на Siata Formichetta, известную как Furgoneta Costa, всего было выпущено 2500 единиц.[15]

## Внешние ссылки
- Fiat 600 Club, Argentina  (исп.)
- Seiscientos.org  (исп.)
- 600-E600-L Especial  (исп.)
- 600 Abarth 2000 Road Tests  (исп.)
- Club coches clásicos  (исп.)